# Antisemitismus in der Türkei
Der Antisemitismus in der Türkei ist in der Türkei trotz gegenteiliger Beteuerungen besonders in nationalistischen oder muslimisch-konservativen Kreisen gesellschaftlich verankert. Der Antisemitismus zeigt sich in Verschwörungstheorien, im Antizionismus oder in der politischen Auseinandersetzung, bei der Gegner wahlweise als Dönme, Sabetaycılar oder Juden diffamiert werden. In Büchern, Zeitungen und Fernsehprogrammen wird die angebliche jüdische Herkunft bestimmter Personen mit dem Ziel „aufgedeckt“, diese zu diffamieren.

## Geschichtlicher Hintergrund
Bereits in vorislamischer Zeit lebten jüdische Gemeinschaften in Anatolien. Die älteste Gemeinschaft wurde im heutigen Bursa nachgewiesen. Die Juden im Osmanischen Reich waren eine heterogene Gemeinschaft. Zu nennen sind Romanioten, Karäer, Aschkenasim und zu guter Letzt die Sephardim, die sich nach ihrer Vertreibung von der Iberischen Halbinsel im 15. und 16. Jahrhundert nach einem Ferman im Osmanischen Reich niederließen. Im 19. Jahrhundert lebten Juden als eigenständiges Millet im Osmanischen Reich. Die größten Gemeinschaften auf dem heutigen Staatsgebiet der Türkei lebten in Istanbul, der Ägäis und in Ostthrakien. Weitere Gemeinschaften lebten in Diyarbakır, İzmir, Mardin, Adana, Antakya, Mersin, Van und Tokat. Frühester Anlass heutiger Ressentiments gegen Juden war die Zwangskonversion Schabbtai Zvis, der sich zuvor zum Messias (Sabbatianismus) ausgerufen hatte. Seine Anhänger konvertierten ebenfalls, hingen und hängen aber, so die gängige Überzeugung, als kryptojüdische Dönme ihrem alten Glauben an.
Trotz diskriminierender Einschränkungen und trotz Ritualmordlegenden wie der Damaskusaffäre mit nachfolgenden Ausschreitungen hatten die Juden im Osmanischen Reich verbriefte Rechte. Sie genossen Religionsfreiheit, Niederlassungsfreiheit, freie Berufswahl, Reisefreiheit und das Recht, ihre inneren Angelegenheiten selbst zu regeln. Sie waren gegen Zahlung der Haraç und Cizye vom Militärdienst befreit. Juden gründeten Synagogen und eigene Bildungs- und Kultureinrichtungen. Nach Gründung der Republik Türkei wurden diese Rechte 1923 im Lausanner Vertrag fortgeschrieben. Nur zwei Jahre später verzichtete die jüdische Gemeinschaft allerdings nicht freiwillig auf die ihnen zugestandenen Sonderrechte aus Art. 42 des Vertrages.
Jüdische Gemeinschaften waren in der laizistischen Türkei ebenso wie die muslimischen und christlichen Einrichtungen Einschränkungen ausgesetzt. Im Jahr 1927 betrug die geschätzte Zahl der Juden in der Türkei ca. 81.400. Die Zahl der Juden im Land ging durch die Alija der Juden aus der Türkei nach dem Zweiten Weltkrieg stark zurück. In der zweiten Dekade des 21. Jahrhunderts verblieben ca. 17.000 Juden in der Türkei. Die große Mehrheit lebt in Istanbul. Einzelpersonen oder Familien leben beispielsweise in Ankara, Edirne oder Adana.
Die Politik der Regierung in den Anfangsjahren der Republik war primär darauf ausgerichtet, eine homogene Bevölkerung zu schaffen. Sie zielte im Hinblick auf die Juden möglicherweise darauf ab, die Auswanderung zu forcieren. Juden galten der türkischen Führung nach Worten von Mehmet Fuat Köprülü, anders als die beiden anderen offiziell anerkannten Minderheiten wie Griechen und Armenier, als die einzige türkisierbare nichtmuslimische Minderheit. Sie sahen sich daher einem besonders hohen Assimilierungsdruck ausgesetzt.
Eine erste öffentliche Debatte über die Dönme entwickelte sich bereits 1924, als ein gewisser Karakaşzade Mehmet Rüştü Efendi, der selbst ein Dönme der Karakaşlar-Sekte war, eine Petition einbrachte, die Heirat zwischen Türken und Dönme zu verbieten, da seine Glaubensgenossen weder in rassischer, moralischer oder spiritueller Hinsicht Türken seien.
Einer der Protagonisten der türkischen Nationalisten jüdischer Herkunft war Munis Tekinalp. Die Anpassung der Dönme und Juden führte allerdings nicht zum Abebben der Ressentiments oder der Verschwörungstheorien über den Einfluss von Kryptojuden.
Die kemalistische Presse in den Anfangsjahren der Republik verbreitete ein negatives Judenbild. Darüber hinaus entstand unter dem Einfluss von Cevat Rıfat Atilhan und Nihal Atsız eine eindeutig rassistische und antisemitische Presse. Es erschienen Zeitschriften wie Bozkurt, Orhun, Çınaraltı oder Millî İnkılâp, die dem Nationalsozialismus kaum nachstanden. Die Repatriierung von Juden durch türkische Diplomaten wie Selahattin Ülkümen, Behiç Erkin oder Necdet Kent zeigt aber auch, dass sich türkische Amtsträger über staatliche Maßnahmen für ehemalige türkische Juden hinwegsetzten und damit hunderte Juden vor der Shoah bewahrten.
Noch Ende der 1980er Jahre war gemäß Jacob M. Landau der Antisemitismus in der Türkei ein peripheres Phänomen. 1992 wurde die 500-jährige Präsenz der Juden im Lande im Anschluss an ihre Vertreibung aus Spanien mit einem Staatsakt gewürdigt.
Der Hahambaşı İshak Haleva bekräftigte nach dem antisemitischen Anschlag gegen die Istanbuler Synagogen im Jahr 2003, es gebe im Hinblick auf Antisemitismus keine Probleme in der Türkei. Benlisoy hingegen schrieb 2014, der Antisemitismus sei im Lande keine Sache der Extremisten mehr, den es zu verurteilen gelte. Er sei in der Mitte der Gesellschaft angekommen.
Der Antisemitismus ist in türkischen Medien nie ausreichend analysiert und von türkischen Wissenschaftlern nicht erforscht worden. Man betrachtete Antisemitismus nicht als Problem, das die Türkei oder die Türken betreffe. Zudem gab und gibt es festgefügte Vorstellungen über Juden und Israel: Israel sei ein Ausbeuterstaat, der die Palästinenser unterdrücke. Juden würden unter jedem Stein einen Antisemiten vermuten und Kritik an Israel als Antisemitismus abstempeln. Außerdem würden Juden fortwährend vom Holocaust reden und Nutzen daraus ziehen. Der Holocaust diene ihnen auch, um den Genozid, den sie an den Palästinensern begingen, zu verschleiern.

## Antisemitische Pogrome und Anschläge gegen jüdische Einrichtungen
Es gab Ausschreitungen und Anschläge, die sich gegen Juden in der Türkei richteten. Zu nennen sind hier die Elza-Niyego-Krawalle (1927), das Thrakien-Pogrom (1934), die Varlık Vergisi (1942), der Überfall palästinensischer Terroristen auf die Neve-Schalom-Synagoge (Istanbul) (1986), die Terroranschläge gegen Synagogen in Istanbul (2003) und der Mord an dem jüdischen Zahnarzt Yasef Yahya.

## Ursachen und Funktion
Zwar lassen sich antisemitische Ausschreitungen beschreiben, aber die Motive der Täter bleiben unbekannt, da die Quellen darüber keine Aussage zulassen. So spielten vermutlich neben Judenhass bei einzelnen Personen auch wirtschaftliche Interessen wie die Ausschaltung eines Konkurrenten eine Rolle.
Nährboden des Antisemitismus bei der Bevölkerungsmehrheit ist der türkische Nationalismus und ein damit einhergehendes Überlegenheitsgefühl, das sich in Redewendungen wie „Bir Türk dünyaya bedeldir “ (ein Türke wiegt die ganze Welt auf) äußert. Ein weiterer Umstand, der Antisemitismus befeuert, ist der islamische Antisemitismus. Damit ist der Antijudaismus gemeint, der durch judenfeindliche Aspekte aus Koran und Hadith begründet wird. Hinzu kommen der tief verwurzelte Antizionismus und die Ablehnung Israels, für dessen Politik man auch die türkischen Juden verantwortlich macht.
Zusätzlich erwartete man Dankbarkeit von den Juden, da diese in früheren Zeiten – so die gängige Überzeugung – von den gastfreundlichen Türken nach der Vertreibung von der Iberischen Halbinsel aufgenommen worden seien.

## Verschwörungstheorien
Verschwörungstheorien in der Türkei sind ein Indikator für Antisemitismus. Vielen Verschwörungstheorien ist die Angst gemeinsam, dass die Türkei durch dunkle Mächte erneut geteilt und vernichtet wird. Diese Verschwörungstheorien werden unter dem Sèvres-Syndrom subsumiert. Dabei wird wahlweise Juden, dem Mossad, Israel oder den Zionisten die Rolle des Bösen zugeschrieben.
Ein Klassiker unter diesen antisemitischen Verschwörungstheorien ist die Überzeugung, dass das Südostanatolien-Projekt von Juden initiiert worden sei, um die Region Eretz Israel anzugliedern. Beispielsweise die Sozialdemokratin Rahşan Ecevit vertrat diese Theorie.
Als Theodor Herzl bei einem Besuch im Mai 1901 dem Sultan Abdülhamid II. vorschlug, Palästina abzukaufen, um dort Juden anzusiedeln, hatte der Sultan dies abgelehnt. Eine der gängigsten Verschwörungstheorien, die von türkischen, kurdischen und sogar armenischen Intellektuellen geteilt wird, besagt, dass „die Juden“ sich dafür gerächt hätten, indem sie 1908 die jungtürkische Revolution angezettelt hätten, bei der Juden, Dönme und Freimaurer eine führende Rolle gespielt hätten. Damit werden Juden für den Zusammenbruch des Osmanischen Reiches verantwortlich gemacht.
Hinter dem Islamischen Staat wird in der Türkei oft Israel als Drahtzieher vermutet. Denn, so die landläufige Erklärung, der IS habe nie Israel angegriffen. Ein Hund beiße seinen Herrn nicht.
Der Werteverfall wird ideologie-übergreifend als Werk des Imperialismus begriffen. Dieser Imperialismus instrumentalisiere in dieser Vorstellung Prostitution, Glücksspiel und Drogen, um die Menschen zu beherrschen. Hinter dem Imperialismus steckt nach gängiger Überzeugung das Finanzkapital und somit die jüdische Lobby. Diese Vorstellung ist islamischen, nationalistischen und linken Kreisen gemeinsam. Die explizite Nennung von Juden wird durch Verwendung von Begriffen wie  Faiz lobisi  (Zinslobby), Mossad, Dönme, Siyonistler (Zionisten), Sabetaycılar (Anhänger von Schabbtai Zvi), tefeciler (Wucherer), Baronlar (Barone) vermieden.

## Islamisch-konservativer Antisemitismus
In islamischen und nationalistischen Kreisen der Türkei ist der Antisemitismus am tiefsten verwurzelt. Die Protokolle der Weisen von Zion, eine antisemitische Fälschung, werden in Publikationen und Medien dieser Schicht oft für bare Münze genommen. Einen großen Anteil an der Verbreitung des islamischen Antisemitismus hat die Palästinenserfrage. Die Palästinenser werden als Opfer der israelischen, zionistischen oder schlicht jüdischen Aggression wahrgenommen und ihnen gilt als Glaubensgenossen eine besondere Solidarität. Antisemitismus wird in diesen Kreisen oft als ein Phänomen betrachtet, das vom arabischen Nationalismus importiert worden und somit der türkischen Tradition fremd sei.
Der Antisemit und Bewunderer Hitlers Cevat Rıfat Atilhan gründete 1951 die İslam Demokrat Partisi (İDP), die alsbald wieder verboten wurde. Die antijüdische Rhetorik als eines der beherrschenden Themen des politischen Islams geht zum größten Teil auf die İDP und die Bücher Atilhans zurück.
Mit der Gründung der Millî Nizam Partisi 1969 durch Necmettin Erbakan erhielt antisemitische Rhetorik breiteren Einzug in die politische Auseinandersetzung. Die Millî Gazete als Sprachrohr von Erbakans Millî-Görüş-Bewegung verbreitete ab 1972 antisemitische Stereotypen und ebensolche Verschwörungstheorien. In Erbakans Reden machten antisemitische Verleumdungen und der Zionismus einen Anteil von 12 Prozent aus.

### Beispiele
Im Jahre 1998 verbreitete die Millî Gazete, dass der Holocaust und die Gaskammern zionistische Lügen seien.
Abdurrahim Karakoç pries in seiner Kolumne in der Vakit Adolf Hitler als einen Mann großer Weitsicht.
Der Kolumnist Aslan Tekin der Zeitung Yenicağ forderte, dass die Inhalte von Mein Kampf auf den Lehrplan der Schulen müssten. Hüseyin Üzmez, Kolumnist der in Deutschland verbotenen Vakit, vertrat die Ansicht, die Judenverfolgung durch Hitler werde ziemlich übertrieben. Yusuf Kaplan schrieb als Autor der islamischen Yeni Şafak, dass Fanatismus ein Bestandteil des jüdischen Charakters sei. Juden beherrschten die westlichen Universitäten und die Medien der Welt und formten die Politik, Wirtschaft und Kultur des westlichen Welt.
Beşir Atalay nährte als Stellvertretender Ministerpräsident der Adalet ve Kalkınma Partisi das Bild des sinisteren Juden und Wucherers, der alles vermag und überall seine Finger im Spiel hat. Die Juden seien eine geheime Macht und hätten zu den Protagonisten des Gezi-Komplotts gehört.
Recep Tayyip Erdoğan schrieb mit Anfang 20 das antisemitische Theaterstück Mas-Kom-Yah.

## Antisemitismus in säkularen Kreisen
Auch im liberalen Mainstream der Türkei werden antijüdische Klischees sichtbar. Grundlage sind hier der Anti-Imperialismus und die entsprechende Betrachtung Israels als den verlängerten Arm der USA. Zudem betrachtet man auch hier den Zionismus als aggressive Ideologie und hegt Sympathie für die Palästinenser. Auch die Diffamierung von Gegnern als vermeintliche Juden lässt sich beobachten.

### Beispiele
Als Yunus Nadi, der Gründer der Zeitung Cumhuriyet vom Chefredakteur der Tageszeitung Tan kritisiert wurde, er verhalte sich wie ein feudaler Kleinfürst (Derebey), benutzte Nadi 1937 in einer Replik eine erfundene jüdische Herkunft seines Kritikers als rhetorisches Mittel. Dieser sei ein Enkel des jüdischen Verderbers Schabbtai Zvi, der aus Lügenhaftigkeit seine Religion gewechselt habe. Can Dündar schrieb beispielsweise im Jahr 2000 in der Sabah, Hollywood-Filme über den Zweiten Weltkrieg würden hauptsächlich mit jüdischem Kapital gedreht, daher glaube man gemeinhin, dass Juden die einzigen Opfer des Krieges seien.
Insbesondere die türkische Linke hat offenkundigen Antisemitismus kaum thematisiert. Erbakan, der Protagonist des Antisemitismus, wurde in falscher Solidarität von liberalen Kreisen als Opfer kemalistischer Schikane betrachtet. Möglicherweise spielte auch jene Mentalität eine Rolle, die sich in einem türkischen Sprichwort offenbart: „Die Schlange, die mich nicht beißt, möge tausend Jahre leben.“ Außerdem scheuten Kolumnisten, die in der türkischen Medienlandschaft eine besondere Rolle haben, davor zurück, als Freund Israels abgestempelt zu werden. Oft war es auch so, dass liberale Kolumnisten zwar Verschwörungstheorien rechter oder islamischer Kreise kritisierten, aber deren antisemitischen Charakter nicht thematisierten.

## Kurden

### Gründe für die kurdische Judenfeindlichkeit
Kurdische Nationalisten betrachten Dönme oftmals feindselig und kommen dabei dem Antisemitismus sehr nah. Die Gründe dafür zeigen Übereinstimmungen zu türkischen Nationalisten, aber auch Unterschiede. Die Dönme waren allerdings ursprünglich ein Thema rechter Türken. Sie machten Begriffe wie Selanikli (aus Saloniki stammend), Dönme und Selanik Dönmesi (Dönme aus Saloniki) zum Teil der populären politischen Kultur in der Türkei. Kurdische Autoren und Intellektuelle widmeten sich in der Folge dem Thema ebenfalls.
Der Historiker Rıfat N. Bali beobachtete seit dem Erstarken des kurdischen Nationalismus eine feindselige Haltung kurdischer Autoren gegenüber den Dönme. Er erklärt dies u. a. mit ihrer Überzeugung, dass es die Dönme seien, die von Anfang an das Wirtschaftsleben der Türkei bestimmt hätten.
Die Bezichtigung eines Gegners, ein Dönme zu sein, dient in der politischen Auseinandersetzung als scharfe Waffe, derer sich auch kurdische Intellektuelle bedienten. Dönme dienten nach Ansicht von Rıfat N. Bali als Opferlamm, das zu verhindern half, dass Kurden (und Türken) sich ihrer Rolle beim Völkermord an den Armeniern stellten. Insbesondere Kurden waren der Turkisierungspolitik ausgesetzt und derjenige, den man vor allem damit in Verbindung brachte, war der Jude Moiz Kohen, alias Munis Tekinalp, einer der Väter des Türkisierungsgedankens. Sein Buch Türkleştirme war die ideologische Grundlage der Türkisierung. Dieser Umstand rief bei kurdischen Intellektuellen negative Affekte gegenüber Juden hervor.
Mit dem Auftakt des bewaffneten Kampfes der Arbeiterpartei Kurdistans wurde auch die kurdische Frage vermehrt diskutiert. Einer der schärfsten Anhänger des türkischen Nationalstaatsgedanken war Coşkun Kırca, von dem Gerüchte im Umlauf waren, er sei Dönme. Dies belebte insbesondere die Vorurteile kurdischer Nationalisten über die Juden. In der Folge verbreiteten sich unter Kurden Verschwörungstheorien, die Hürriyet gehöre dem jüdischen Kapital, eine Vorstellung, die auch bei Islamisten und türkischen Nationalisten anzutreffen war. Ein weiterer Grund für die Judenfeindlichkeit kurdischer Intellektuellen war politischer Natur. Kurdische Nationalisten hatten angenommen, Israel werde aufgrund der Ähnlichkeit der Schicksale beider Völker die kurdische Nationalbewegung unterstützen. Diese enttäuschte Erwartung wurde explizit von kurdischen Nationalisten zur Sprache gebracht. Man warf den „Nachfahren Abrahams“ vor, sich bei den Tyrannen einzureihen. Abdülmelik Fırat, der Enkel des kurdischen Aufständischen Scheich Said, prophezeite den Juden den Zorn Gottes. Aber diesmal werde niemand Mitleid haben.
Unter kurdischen Nationalisten ist genauso wie in Kreisen konservativer und rechter Türken die Vorstellung weit verbreitet, die Dönme seien für die Rückständigkeit des Landes verantwortlich. Nichtmuslimische Minderheiten hatten überproportionalen Einfluss auf das Wirtschaftsleben und die wirtschaftlichen Geschicke des Landes. Und so wurden die Dönme als Gruppe wahrgenommen, die auf den eigenen Vorteil bedacht sei und mit den Juden gemeinsame Sache mache.

### Beispiele
Der kurdische Intellektuelle Musa Anter diskreditierte in seinen Memoiren beispielsweise Turgut Özal und İhsan Sabri Çağlayangil, weil sie türkisierte Kurden seien, als jüdische Dönme. Man könne dankbar sein, dass sie keine wahren Türken oder Kurden seien. Er nenne sie Dönme. Dönme seien moralisch minderwertig. Dönme seien entweder feige oder hinter dem eigenen Vorteil her. In weiteren Beiträgen stellte Musa Anter Behauptungen auf, Sedat Semavi sei ein jüdischer Dönme und diene nur den Interessen Israels und Coşkun Kırca sei ebenfalls Jude. Seine Vorfahren seien aus Angst und Eigeninteresse Muslime und Türken geworden. Kırca besitze keine Liebe zur Menschheit und zum Vaterland, denn die Türkei sei gar nicht sein Vaterland. Nach Anters Ansicht sei Oktay Ekşi ebenfalls ein Jude und dem Komplott der Juden verfallen, die die Welt beherrschen wollten. Auch die Tageszeitung Hürriyet sei in jüdischer Hand, so Anter. Explizit unterschied er sich von dem Antizionismus Erbakans. Er, Anter, meine nicht den israelischen Staat. Er meine die charakterlosen jüdischen Dönme. Nach Ansicht von Musa Anter seien die Juden der Ansicht, Gott habe ihnen alles Kapital der Welt und die Weltherrschaft gegeben, daher hätten sie auch keine Bedenken, sich Geld und Macht anzueignen.
Der kurdische Politiker Abdülmelik Fırat schrieb in der Zeitung Özgür Ülke einen Artikel mit der Überschrift Dreckiger Jude („Pis Yahudi“). Er behauptete ferner, die Ehefrau Yaşar Kemals sei Jüdin und habe deswegen verhindert, dass der berühmte Autor ihn im Gefängnis besuchte.
Auch der Vorsitzende der verbotenen kurdischen Partei DEP, Yaşar Kaya, stellte Behauptungen auf, Kryptojuden würden die türkische Presse beherrschen und die öffentliche Meinung lenken und die jüdischen Dönme beherrschten den Handel der Türkei.
Abdullah Öcalan hält Juden für ein Grundübel. Adolf Hitler habe Recht, dass die Juden schuld am Ersten Weltkrieg seien. Deutschland sei verraten worden. Verantwortlich seien die Juden. Es seien die Juden gewesen, die Hitler geschaffen hätten. Später hätten die Juden dann Saddam geschaffen, um ihre Pläne zu verwirklichen. Öcalan verbreitete ferner die Ansicht, Monica Lewinsky und Hillary Clinton seien jüdische Agentinnen, die vom Mossad in das Weiße Haus eingeschleust worden seien, um Bill Clinton zu zwingen, ihn, Öcalan, zu ergreifen. Der Islamische Staat ist nach Ansicht von Abdullah Öcalan ein israelisches Projekt. Abdullah Öcalan glaubt ebenfalls, dass das Südostanatolien-Projekt ein Werk der Juden sei. Sie würden in der Region Land kaufen, um es Großisrael anzugliedern.